# Войново (Вармінсько-Мазурське воєводство)
Войново (пол. Wojnowo, нім. Eckertsdorf) — село в Польщі, у гміні Руцяне-Нида Піського повіту Вармінсько-Мазурського воєводства.
Населення — 319 осіб (2011).

## Демографія
Демографічна структура станом на 31 березня 2011 року:
|          | Загалом | Допрацездатний вік | Працездатний вік | Постпрацездатний вік |
| -------- | ------- | ------------------ | ---------------- | -------------------- |
| Чоловіки | 158     | 44                 | 97               | 17                   |
| Жінки    | 161     | 32                 | 101              | 28                   |
| Разом    | 319     | 76                 | 198              | 45                   |